# 文違い
文違い（ふみちがい）は古典落語の演目のひとつ。東京で広く演じられる。

## 概要
初代柳家小せんの作と伝えられる。内藤新宿の岡場所を舞台にした、一種の廓噺。
1940年（昭和15年）9月20日、警視庁は内容が卑俗的で低級であるとして、文違いを含む53演目を上演禁止（禁演落語）とした。

## 主な演者

### 物故者
- 三代目三遊亭小圓朝
- 六代目三遊亭圓生
- 五代目古今亭志ん生
- 八代目三笑亭可楽

### 現役
- 十一代目金原亭馬生

## あらすじ
内藤新宿の飯盛女・お杉は、「お父っつぁんが無心してきたので、20両（※単位は演者によって円とも）を用立ててほしい」と嘘をつき、なじみ客の半七に色っぽくねだるが、半七はその半額程度しか持っていないため、応じることができない。そこでお杉は、同じくなじみ客で、隣の部屋に待つ田舎者の角蔵のもとへ行き、「おっ母さんが病気で、高い薬の人参を買ってやりたい」と嘘をつき、角蔵が取引のために持っていた預かり金をせしめ、あらためて半七に足りない分をせびって20両を得る。
お杉は半七に「お父っつぁんに渡してくる」と言い残し、半七や角蔵の部屋から離れた一室に向かう。そこには目を布で押さえている男が座っている。男は芳次郎（よしじろう）という名の、お杉の本当の恋人で、なおかつ、お杉に金を無心した本当の相手だった。
金を受け取った芳次郎はそそくさと帰る。お杉は置き忘れられた手紙を見つける。読んでみると、小筆（こふで）という名の別の飯盛女が芳次郎に宛てたもので、「田舎の大尽（＝富豪）の身請けを断ったが、代わりに50両を要求されている。眼病と偽り、お杉をだましてしまえ」という意味の内容が書かれている。お杉は悔し泣きをしながら、半七の部屋に戻るために部屋を出る。
そのころ、半七もお杉が落としていった手紙を見つけ、読むと芳次郎の名で「眼病をわずらい、このままでは目が見えなくなるので、薬代として20両がいる。父親に無心されたと偽り、半七をだましてしまえ」と書かれていたので、怒り狂う。お杉が半七の部屋に戻るやいなや、互いにだまされ合って気が立っているふたりは、「7両（あるいは5両）かたりやがった（＝だまし取った）な」「なにさ、そんなはした金。あたしは20両だよ」とすさまじい口論を経て、喧嘩になる。
お杉と半七の口論を壁越しに聞いていた角蔵は、従業員を呼びつけ、「早く止めてこ（＝止めてこい）! 間夫（まぶ＝浮気相手）から金子（きんす）を受け取ったとか渡したとかで、お杉が殴られているだ。あれは色でも欲でもなく、お杉のかかさまの病のために、おらが恵んだものだ」と言うが、すぐに向かおうとする従業員を押しとどめ、
「いや、やめておこう。それを言ったら、おらが間夫だとわかっちまう」